# Алгоритм Бурникеля — Циглера
Алгоритм Бурникеля — Циглера (нем. Burnikel-Ziegler-Verfahren) — алгоритм деления больших целых чисел, описанный Кристофом Бурникелем и Йоахимом Циглером в 1998 году, позволяющий эффективно вычислить и частное, и остаток от деления.
Ядром метода являются алгоритмы {\displaystyle D_{2n/1n}} и {\displaystyle D_{3n/2n}}, которые делят числа длинами {\displaystyle 2n}, {\displaystyle 1n},
{\displaystyle 3n}, {\displaystyle 2n}. Алгоритмы вызывают друг друга рекурсивно, с каждым шагом сокращая длину числителя на 1/4 и 1/3 соответственно. Алгоритм {\displaystyle D_{3n/2n}} в числе прочего производит умножение, поэтому его быстродействие можно увеличить использованием методов быстрого умножения.
Если при расчётах используется алгоритм, вычислительная сложность которого составляет {\displaystyle O(n^{c})}, например, алгоритм Карацубы или Тоома — Кука, то сложность алгоритма Бурникеля — Циглера будет также составлять {\displaystyle O(n^{c})}. Если в вычислениях используется метод умножения Шёнхаге — Штрассена с {\displaystyle O(n\log n\log \log n)}, то сложность деления составит {\displaystyle O(n\log ^{2}n\log \log n)}:11
На практике алгоритм быстрее деления столбиком и алгоритма Барретта для чисел, количество десятичных разрядов в которых лежит между приблизительно 250 и 1,5 млн:22.
Используются во многих стандартных программных библиотеках, например, в Java версии 8 и GMP.